# Нахабін Володимир Миколайович
Нахабін Володимир Миколайович (1910–1967) — український композитор, педагог. Заслужений діяч мистецтв України (1958).
Народився 21 квітня 1910 р. в с. Шарівка Харківської області. Помер 20 жовтня 1967 р. в Харкові. Закінчив Харківський музично-драматичний інститут (1932).
Був диригентом у театрах Харкова, ректором Харківської консерваторії.
Автор балетів, симфоній, поем, а також музики до телефільму В. Буткова «Вогненний поїзд» (1959).